# Сельское хозяйство Словакии
Сельское хозяйство Словакии - отрасль словацкой экономики.
Более 40% территории Словакии выделено под сельскохозяйственные культуры. Южная часть Словакии (на границе с Венгрией) известна своими богатыми сельскохозяйственными угодьями. Возделываются следующие культуры: пшеница, рожь, кукуруза, картофель, сахарная свекла, фрукты и подсолнечник. 
Виноградники сосредоточены в Малых Карпатах, Токай и других южных регионах. 
Разводят следующий скот: свиньи, крупный рогатый скот, овцы, птица.
В 2008 году на сельское хозяйство приходилось 3,7 % ВВП, а занято было в данном секторе 4 % активного населения страны. 